# Bolesław Orliński
Bolesław Orliński (né le 13 avril 1899 à Niwerka près de Kamieniec Podolski dans l'Empire russe - mort le 28 février 1992 à Mississauga au Canada) est un aviateur polonais, pilote de voltige, pilote d'essai et colonel de l'armée de l'air polonaise.

## Biographie

### Jeunesse et la Grande guerre
Bolesław Orliński est né dans le domaine familial à Niwerka en Podolie. Pendant la Première Guerre mondiale il s'engage ans l'armée impériale russe et termine le cours de sous-officier. Il participe à l'offensive de Vilnius en décembre 1917. En 1918 il entre dans le Premier corps polonais du général Józef Dowbór-Muśnicki. Après le désarmement de son unité par les Allemands il est démobilisé.

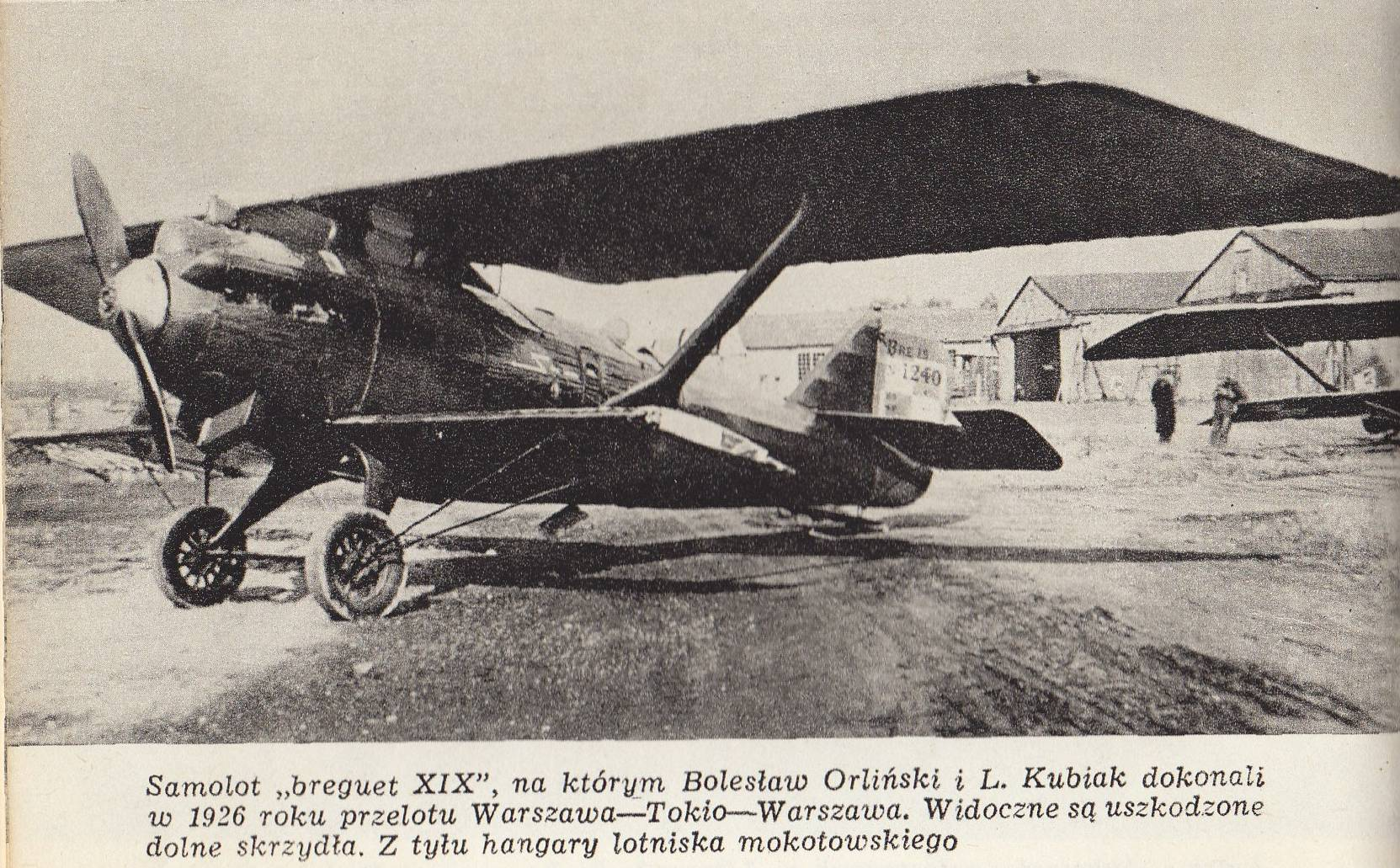
Le Breguet 19 d'Orliński et Kubiak après le vol Varsovie-Tokyo-Varsovie.

### Deux décennies de paix
Après le recouvrement de l'indépendance de la Pologne il incorpore l'Armée polonaise et combat dans la cavalerie pendant la guerre soviéto-polonaise. Il est ensuite transféré, à sa demande, dans l'armée de l'air. En 1920 pendant l'offensive soviétique il tombe malade du typhus mais se remet de sa maladie. Il termine l'école de pilotes militaires de Bydgoszcz puis l'école supérieure de pilotage. En 1923 il devient instructeur à l'école supérieure de pilotes de Grudziądz où il s'interesse surtout à la voltige aérienne.
Entre le 27 août et le 25 septembre 1926, Orliński a volé avec son mécanicien Leon Kubiak de Varsovie à Tokyo (10 300 km) et retour, dans un Breguet 19 modifié, malgré les dommages que l'avion a subis: hélice endommagée, une de ses ailes inférieures cassée en cours de route et moteur  prématurément usé à cause de perte d'huile. Chaleureusement reçus par les Japonais, Orliński reçoit l'ordre du Soleil levant de 6e classe et la Médaille d'or de la société impériale aéronautique japonaise. Dès retour en Pologne il est promu capitaine. La ville de Varsovie lui offre pour son exploit une parcelle, 94 rue de Racławice (ulica Racławicka 94) où il construit sa maison.
Il quitte l'armée en 1928 pour devenir pilote d'essai à Państwowe Zakłady Lotnicze. Il est le premier à essayer le PZL P.1, et il décide, malgré une aile endommagée, de poser l'avion au lieu de sauter en parachute. Il a le privilège d'être le premier à essayer tous les chasseurs PZL : le PZL P.6 (en), le PZL P.7, le PZL P.8, le PZL P.11 le PZL P.24 et le PZL.50 Jastrząb (en) et aussi de nombreux avions civils : le PZL P.19 (en), le PZL P.26 (en), le PZL P.4 (en), le PZL P.44 Wicher (en) et le PZL Ł.2.
Parallèlement à sa carrière de pilote d'essai, il prend part à des nombreux meetings et compétitions de sport aérien. En mai 1930 il remporte la première place, en pilotant en PZL Ł.2 lors du meeting de Brno. En juillet de la même année il participe, avec un PZL P.5 au Challenge international de tourisme mais ne termine pas la course en raison de panne de moteur. En décembre il présente le PZL P.6 au Salon du Bourget. En 1931 il gagne le National Air Races à Cleveland avec son PZL P.6 en battant des pilotes connus, dont Ernst Udet. Le 28 juin 1934 il établit le record du monde de vitesse en catégorie avion de chasse avec moteur étoile - 414 km/h sur le PZL P.24.
À l'aube de la Seconde Guerre mondiale Orliński est formé à piloter le Spitfire. Son premier vol sur le chasseur britannique a lieu le 25 juillet 1939.

### Seconde Guerre mondiale
Lorsque la guerre éclate il se porte volontaire pour l'armée de l'air. Il est envoyé, le 8 septembre 1939 en Roumanie pour recevoir 11 avions de chasse en provenance du Royaume-Uni, mais ces appareils n'ont jamais été livrés. Il arrive en décembre 1939 en Grande-Bretagne via la Roumanie, la Yougoslavie, l'Italie et la France. Il rejoint les forces armées polonaises et demande d'intégrer l'aviation de chasse. En raison de son âge, sa demande est rejetée. Par conséquent il devient instructeur. En 1943 il est affecté au 305 Bomber Squadron où il pilote des Mosquito. Entre le 1eraoût et le 31 janvier 1945 il exerce la fonction du commandant de son unité. Durant le conflit Orliński aura effectué 49 vols opérationnels.

### L'après-guerre
Après la fin des hostilités, il s'installe au Canada. Bolesław Orliński, durant sa carrière a piloté 92 types d'avion en 7 000 heures.
Bolesław Orliński meurt le 28 février 1992 à Mississauga, l'urne contenant ses cendres est rapatriée en Pologne est inhumée dans son tombeau familial à Wrocław.

## Décorations
- Croix d'argent de l'Ordre militaire de Virtuti Militari
- Croix de la Vaillance (Krzyż Walecznych)
- Croix d'or du mérite (Złoty Krzyz Zasługi)
- Médaille commémorative de la guerre 1918-1921
- Médaille du 10e anniversaire de l'indépendance
- Médaille de l'air (4 fois)
- Chevalier de la Légion d'honneur
- Ordre du Soleil levant de Sixième classe
- Médaille d'or de la société impériale aéronautique japonaise
- Ordre de la Couronne (Roumanie)
- Distinguished Flying Cross (Royaume-Uni)

## À l'écran
En 1927 il apparaît dans un film muet Orlę (Aiglon) dans lequel il joue Janek Kukliński, un pilote militaire,

## Postérité
En hommage à Bolesław Orliński, son nom est donné à :
- une rue de Wrocław
- l'école primaire nr 118 de Wrocław[8].
- l'aéroclub de Wrocław